# Medetera nocturna
Medetera nocturna är en tvåvingeart som beskrevs av Charles Howard Curran 1927. Medetera nocturna ingår i släktet Medetera och familjen styltflugor.
Artens utbredningsområde är Kongo. Inga underarter finns listade i Catalogue of Life.